# زبان‌های آرتساخ
زبان رسمی جمهوری آرتساخ زبان ارمنی است. ارامنه حدود ۹۵ درصد از جمعیت را تشکیل می‌دهند. همچنین گروه‌های اقلیت فراوانی از روس‌ها، آشوریان، کردها، یهودیان و یونانی‌ها وجود دارند. پیش از جنگ اول قره‌باغ، جمعیت آذری بیشتر بود و بسیاری از مردم پس از جنگ آواره شدند و بدین ترتیب درصد زبان آذربایجانی در آرتساخ کاهش یافت.